# Liste der 1946 vom Anschluss an das Saarland betroffenen Gemeinden
Die Liste der 1946 vom Anschluss an das Saarland betroffenen Gemeinden zeigt eine vollständige Übersicht über die von der französischen Militärregierung und den saarländischen Zivilbehörden in den Jahren 1946 und 1947 erlassenen Verordnungen und anderer Verfügungen hinsichtlich der Änderungen in der territorialen Zuordnung von insgesamt 155 Gemeinden im Gebiet der heutigen Länder Rheinland-Pfalz und Saarland.

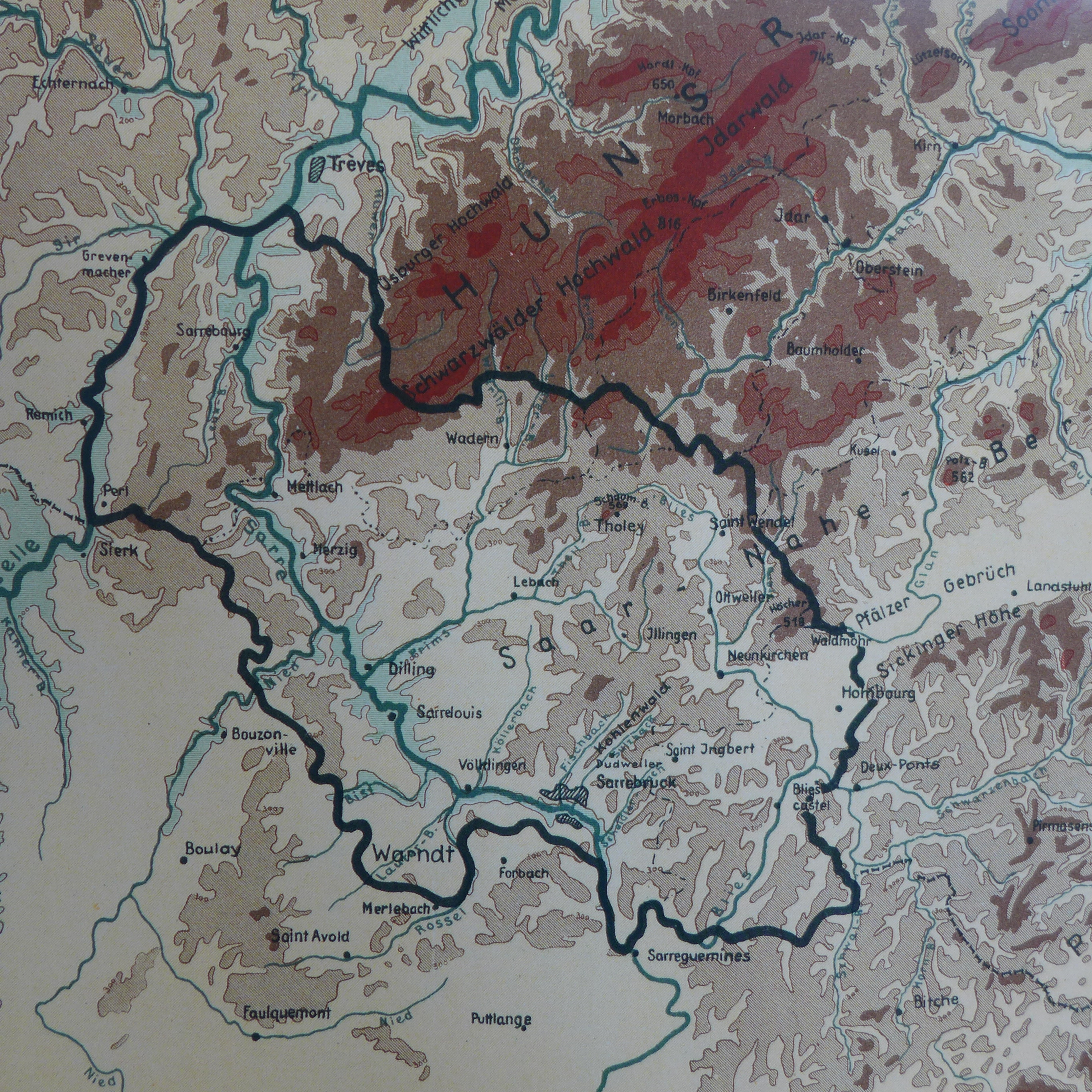
Karte des Saarlandes 1946/1947, Gouvernement Militaire de la Sarre, Section Urbanisme et Reconstruction (Hrsg.): Urbanisme en Sarre, 1947, Kartenmaßstab: 1 : 600.000

## Tabelle
| Gemeinde              | Kreis bis 1946          | Änd. Kreis    | Datum         | Änd. 1947      | gehört heute zu | Land, Kreis heute     |
| --------------------- | ----------------------- | ------------- | ------------- | -------------- | --------------- | --------------------- |
| Asweiler-Eitzweiler   | Birkenfeld              | St. Wendel    | 6. Juni 1947  | zum Saarland   | Freisen         | Saar, St. Wendel      |
| Ayl                   | Saarburg                |               |               | rückgegliedert | Ayl             | RLP, Trier-Saarburg   |
| Baldringen            | Saarburg                |               |               | rückgegliedert | Baldringen      | RLP, Trier-Saarburg   |
| Bardenbach            | Wadern                  | Merzig-Wadern | 1. Okt. 1946  |                | Wadern          | Saar, Merzig-Wadern   |
| Bergen                | Wadern                  | Merzig-Wadern | 1. Okt. 1946  |                | Losheim am See  | Saar, Merzig-Wadern   |
| Besch                 | Saarburg                | Merzig-Wadern | 7. Juni 1947  |                | Perl            | Saar, Merzig-Wadern   |
| Beuren                | Saarburg                |               |               | rückgegliedert | Kirf            | RLP, Trier-Saarburg   |
| Biebelhausen          | Saarburg                |               |               | rückgegliedert | Ayl             | RLP, Trier-Saarburg   |
| Bierfeld              | Wadern (bis 1945 Trier) | St. Wendel    | 1. Okt. 1946  |                | Nonnweiler      | Saar, St. Wendel      |
| Bilzingen             | Saarburg                |               |               | rückgegliedert | Wincheringen    | RLP, Trier-Saarburg   |
| Borg                  | Saarburg                | Merzig-Wadern | 7. Juni 1947  |                | Perl            | Saar, Merzig-Wadern   |
| Bosen                 | Birkenfeld              | St. Wendel    | 18. Juli 1946 |                | Nohfelden       | Saar, St. Wendel      |
| Braunshausen          | Wadern (bis 1945 Trier) | St. Wendel    | 1. Okt. 1946  |                | Nonnweiler      | Saar, St. Wendel      |
| Britten               | Wadern                  | Merzig-Wadern | 1. Okt. 1946  |                | Losheim am See  | Saar, Merzig-Wadern   |
| Bubach                | Kusel                   | St. Wendel    | 6. Juni 1947  | zum Saarland   | St. Wendel      | Saar, St. Wendel      |
| Büschdorf             | Saarburg                | Merzig-Wadern | 7. Juni 1947  |                | Perl            | Saar, Merzig-Wadern   |
| Büschfeld             | Wadern                  | Merzig-Wadern | 1. Okt. 1946  |                | Wadern          | Saar, Merzig-Wadern   |
| Buweiler-Rathen       | Wadern (bis 1945 Trier) | St. Wendel    | 1. Okt. 1946  |                | Wadern          | Saar, Merzig-Wadern   |
| Dagstuhl              | Wadern                  | Merzig-Wadern | 1. Okt. 1946  |                | Wadern          | Saar, Merzig-Wadern   |
| Dilmar                | Saarburg                |               |               | rückgegliedert | Palzem          | RLP, Trier-Saarburg   |
| Dittlingen            | Saarburg                |               |               | rückgegliedert | Merzkirchen     | RLP, Trier-Saarburg   |
| Eckelhausen           | Birkenfeld              | St. Wendel    | 18. Juli 1946 |                | Nohfelden       | Saar, St. Wendel      |
| Eft-Hellendorf        | Saarburg                | Merzig-Wadern | 7. Juni 1947  |                | Perl            | Saar, Merzig-Wadern   |
| Eisen                 | Birkenfeld              | St. Wendel    | 18. Juli 1946 |                | Nohfelden       | Saar, St. Wendel      |
| Eiweiler              | Birkenfeld              | St. Wendel    | 18. Juli 1946 |                | Nohfelden       | Saar, St. Wendel      |
| Esingen               | Saarburg                |               |               | rückgegliedert | Palzem          | RLP, Trier-Saarburg   |
| Faha                  | Saarburg                | Merzig-Wadern | 7. Juni 1947  |                | Mettlach        | Saar, Merzig-Wadern   |
| Fellerich             | Saarburg                |               |               | rückgegliedert | Tawern          | RLP, Trier-Saarburg   |
| Filzen                | Trier                   | Saarburg      | 18. Juli 1946 | rückgegliedert | Konz            | RLP, Trier-Saarburg   |
| Fisch                 | Saarburg                |               |               | rückgegliedert | Fisch           | RLP, Trier-Saarburg   |
| Freisen               | Birkenfeld              | St. Wendel    | 6. Juni 1947  | zum Saarland   | Freisen         | Saar, St. Wendel      |
| Freudenburg           | Saarburg                |               |               | rückgegliedert | Freudenburg     | RLP, Trier-Saarburg   |
| Gehweiler             | Birkenfeld              | St. Wendel    | 18. Juli 1946 |                | Namborn         | Saar, St. Wendel      |
| Gehweiler             | Wadern                  | Merzig-Wadern | 1. Okt. 1946  |                | Wadern          | Saar, Merzig-Wadern   |
| Gonnesweiler          | Birkenfeld              | St. Wendel    | 18. Juli 1946 |                | Nohfelden       | Saar, St. Wendel      |
| Greimerath            | Saarburg                |               |               | rückgegliedert | Greimerath      | RLP, Trier-Saarburg   |
| Grügelborn            | Birkenfeld              | St. Wendel    | 18. Juli 1946 |                | Freisen         | Saar, St. Wendel      |
| Hamm                  | Saarburg                |               |               | rückgegliedert | Taben-Rodt      | RLP, Trier-Saarburg   |
| Haupersweiler         | Birkenfeld              | St. Wendel    | 6. Juni 1947  | zum Saarland   | Freisen         | Saar, St. Wendel      |
| Hausbach              | Wadern                  | Merzig-Wadern | 1. Okt. 1946  |                | Losheim am See  | Saar, Merzig-Wadern   |
| Helfant               | Saarburg                |               |               | rückgegliedert | Palzem          | RLP, Trier-Saarburg   |
| Hentern               | Saarburg                |               |               | rückgegliedert | Hentern         | RLP, Trier-Saarburg   |
| Hirstein              | Birkenfeld              | St. Wendel    | 18. Juli 1946 |                | Namborn         | Saar, St. Wendel      |
| Hoof                  | Kusel                   | St. Wendel    | 6. Juni 1947  | zum Saarland   | St. Wendel      | Saar, St. Wendel      |
| Irsch                 | Saarburg                |               |               | rückgegliedert | Irsch           | RLP, Trier-Saarburg   |
| Kahren                | Saarburg                |               |               | rückgegliedert | Saarburg        | RLP, Trier-Saarburg   |
| Kanzem                | Saarburg                |               |               | rückgegliedert | Kanzem          | RLP, Trier-Saarburg   |
| Kastel                | Wadern (bis 1945 Trier) | St. Wendel    | 1. Okt. 1946  |                | Nonnweiler      | Saar, St. Wendel      |
| Kastel-Staadt         | Saarburg                |               |               | rückgegliedert | Kastel-Staadt   | RLP, Trier-Saarburg   |
| Kelsen                | Saarburg                |               |               | rückgegliedert | Merzkirchen     | RLP, Trier-Saarburg   |
| Keßlingen             | Saarburg                | Merzig-Wadern | 7. Juni 1947  |                | Perl            | Saar, Merzig-Wadern   |
| Kirf                  | Saarburg                |               |               | rückgegliedert | Kirf            | RLP, Trier-Saarburg   |
| Kirrberg              | Zweibrücken             | Homburg       | 23. Apr. 1949 |                | Homburg         | Saar, Saarpfalz-Kreis |
| Köllig                | Saarburg                |               |               | rückgegliedert | Nittel          | RLP, Trier-Saarburg   |
| Kommlingen            | Trier                   | Saarburg      | 18. Juli 1946 | rückgegliedert | Konz            | RLP, Trier-Saarburg   |
| Könen                 | Trier                   | Saarburg      | 18. Juli 1946 | rückgegliedert | Konz            | RLP, Trier-Saarburg   |
| Konfeld               | Wadern                  | Merzig-Wadern | 1. Okt. 1946  |                | Weiskirchen     | Saar, Merzig-Wadern   |
| Konz                  | Trier                   | Saarburg      | 18. Juli 1946 | rückgegliedert | Konz            | RLP, Trier-Saarburg   |
| Körrig                | Saarburg                |               |               | rückgegliedert | Merzkirchen     | RLP, Trier-Saarburg   |
| Kostenbach            | Wadern (bis 1945 Trier) | St. Wendel    | 1. Okt. 1946  |                | Wadern          | Saar, Merzig-Wadern   |
| Krettnach             | Trier                   | Saarburg      | 18. Juli 1946 | rückgegliedert | Konz            | RLP, Trier-Saarburg   |
| Krettnich             | Wadern                  | Merzig-Wadern | 1. Okt. 1946  |                | Wadern          | Saar, Merzig-Wadern   |
| Kreuzweiler           | Saarburg                |               |               | rückgegliedert | Palzem          | RLP, Trier-Saarburg   |
| Krutweiler            | Saarburg                |               |               | rückgegliedert | Saarburg        | RLP, Trier-Saarburg   |
| Leitersweiler         | Birkenfeld              | St. Wendel    | 18. Juli 1946 |                | St. Wendel      | Saar, St. Wendel      |
| Lockweiler            | Wadern                  | Merzig-Wadern | 1. Okt. 1946  |                | Wadern          | Saar, Merzig-Wadern   |
| Losheim               | Wadern                  | Merzig-Wadern | 1. Okt. 1946  |                | Losheim am See  | Saar, Merzig-Wadern   |
| Mannebach             | Saarburg                |               |               | rückgegliedert | Mannebach       | RLP, Trier-Saarburg   |
| Marth                 | Kusel                   | St. Wendel    | 6. Juni 1947  | zum Saarland   | St. Wendel      | Saar, St. Wendel      |
| Meurich               | Saarburg                |               |               | rückgegliedert | Kirf            | RLP, Trier-Saarburg   |
| Michelbach            | Wadern                  | Merzig-Wadern | 1. Okt. 1946  |                | Schmelz         | Saar, Saarlouis       |
| Mitlosheim            | Wadern                  | Merzig-Wadern | 1. Okt. 1946  |                | Losheim am See  | Saar, Merzig-Wadern   |
| Morscholz             | Wadern                  | Merzig-Wadern | 1. Okt. 1946  |                | Wadern          | Saar, Merzig-Wadern   |
| Mosberg-Richweiler    | Birkenfeld              | St. Wendel    | 18. Juli 1946 |                | Nohfelden       | Saar, St. Wendel      |
| Münchweiler           | Wadern                  | Merzig-Wadern | 1. Okt. 1946  |                | Wadern          | Saar, Merzig-Wadern   |
| Münzingen             | Saarburg                | Merzig-Wadern | 7. Juni 1947  |                | Perl            | Saar, Merzig-Wadern   |
| Nennig                | Saarburg                | Merzig-Wadern | 7. Juni 1947  |                | Perl            | Saar, Merzig-Wadern   |
| Neunkirchen           | Birkenfeld              | St. Wendel    | 18. Juli 1946 |                | Nohfelden       | Saar, St. Wendel      |
| Niederkirchen         | Kusel                   | St. Wendel    | 6. Juni 1947  | zum Saarland   | St. Wendel      | Saar, St. Wendel      |
| Niederlosheim         | Wadern                  | Merzig-Wadern | 1. Okt. 1946  |                | Losheim am See  | Saar, Merzig-Wadern   |
| Niederlöstern         | Wadern                  | Merzig-Wadern | 1. Okt. 1946  |                | Wadern          | Saar, Merzig-Wadern   |
| Niedermennig          | Trier                   | Saarburg      | 18. Juli 1946 | rückgegliedert | Konz            | RLP, Trier-Saarburg   |
| Nittel                | Saarburg                |               |               | rückgegliedert | Nittel          | RLP, Trier-Saarburg   |
| Nohfelden             | Birkenfeld              | St. Wendel    | 6. Juni 1947  | zum Saarland   | Nohfelden       | Saar, St. Wendel      |
| Nohn                  | Saarburg                | Merzig-Wadern | 7. Juni 1947  |                | Mettlach        | Saar, Merzig-Wadern   |
| Nonnweiler            | Wadern (bis 1945 Trier) | St. Wendel    | 1. Okt. 1946  |                | Nonnweiler      | Saar, St. Wendel      |
| Noswendel             | Wadern                  | Merzig-Wadern | 1. Okt. 1946  |                | Wadern          | Saar, Merzig-Wadern   |
| Nunkirchen            | Wadern                  | Merzig-Wadern | 1. Okt. 1946  |                | Wadern          | Saar, Merzig-Wadern   |
| Oberbillig            | Trier                   | Saarburg      | 18. Juli 1946 | rückgegliedert | Oberbillig      | RLP, Trier-Saarburg   |
| Oberemmel             | Trier                   | Saarburg      | 18. Juli 1946 | rückgegliedert | Konz            | RLP, Trier-Saarburg   |
| Oberkirchen           | Birkenfeld              | St. Wendel    | 6. Juni 1947  | zum Saarland   | Freisen         | Saar, St. Wendel      |
| Oberleuken            | Saarburg                | Merzig-Wadern | 7. Juni 1947  |                | Perl            | Saar, Merzig-Wadern   |
| Oberlöstern           | Wadern                  | Merzig-Wadern | 1. Okt. 1946  |                | Wadern          | Saar, Merzig-Wadern   |
| Oberperl              | Saarburg                | Merzig-Wadern | 7. Juni 1947  |                | Perl            | Saar, Merzig-Wadern   |
| Ockfen                | Saarburg                |               |               | rückgegliedert | Ockfen          | RLP, Trier-Saarburg   |
| Onsdorf               | Saarburg                |               |               | rückgegliedert | Onsdorf         | RLP, Trier-Saarburg   |
| Oppen                 | Wadern                  | Merzig-Wadern | 1. Okt. 1946  |                | Beckingen       | Saar, Merzig-Wadern   |
| Orscholz              | Saarburg                | Merzig-Wadern | 7. Juni 1947  |                | Mettlach        | Saar, Merzig-Wadern   |
| Osterbrücken          | Kusel                   | St. Wendel    | 6. Juni 1947  | zum Saarland   | St. Wendel      | Saar, St. Wendel      |
| Otzenhausen           | Wadern (bis 1945 Trier) | St. Wendel    | 1. Okt. 1946  |                | Nonnweiler      | Saar, St. Wendel      |
| Palzem                | Saarburg                |               |               | rückgegliedert | Palzem          | RLP, Trier-Saarburg   |
| Paschel               | Trier                   | Saarburg      | 18. Juli 1946 | rückgegliedert | Paschel         | RLP, Trier-Saarburg   |
| Pellingen             | Trier                   | Saarburg      | 18. Juli 1946 | rückgegliedert | Pellingen       | RLP, Trier-Saarburg   |
| Perl                  | Saarburg                | Merzig-Wadern | 7. Juni 1947  |                | Perl            | Saar, Merzig-Wadern   |
| Portz                 | Saarburg                |               |               | rückgegliedert | Merzkirchen     | RLP, Trier-Saarburg   |
| Primstal              | Wadern (bis 1945 Trier) | St. Wendel    | 1. Okt. 1946  |                | Nonnweiler      | Saar, St. Wendel      |
| Rappweiler            | Wadern                  | Merzig-Wadern | 1. Okt. 1946  |                | Weiskirchen     | Saar, Merzig-Wadern   |
| Rehlingen             | Saarburg                |               |               | rückgegliedert | Nittel          | RLP, Trier-Saarburg   |
| Reitscheid            | Birkenfeld              | St. Wendel    | 18. Juli 1946 |                | Freisen         | Saar, St. Wendel      |
| Rimlingen             | Wadern                  | Merzig-Wadern | 1. Okt. 1946  |                | Losheim am See  | Saar, Merzig-Wadern   |
| Rissenthal            | Wadern                  | Merzig-Wadern | 1. Okt. 1946  |                | Losheim am See  | Saar, Merzig-Wadern   |
| Rommelfangen          | Saarburg                |               |               | rückgegliedert | Merzkirchen     | RLP, Trier-Saarburg   |
| Saal                  | Kusel                   | St. Wendel    | 6. Juni 1947  | zum Saarland   | St. Wendel      | Saar, St. Wendel      |
| Saarburg              | Saarburg                |               |               | rückgegliedert | Saarburg        | RLP, Trier-Saarburg   |
| Scheiden              | Wadern                  | Merzig-Wadern | 1. Okt. 1946  |                | Losheim am See  | Saar, Merzig-Wadern   |
| Schoden               | Saarburg                |               |               | rückgegliedert | Schoden         | RLP, Trier-Saarburg   |
| Schömerich            | Saarburg                |               |               | rückgegliedert | Schömerich      | RLP, Trier-Saarburg   |
| Schwarzenbach         | Birkenfeld              | St. Wendel    | 18. Juli 1946 |                | Nonnweiler      | Saar, St. Wendel      |
| Schwarzerden          | Birkenfeld              | St. Wendel    | 6. Juni 1947  | zum Saarland   | Freisen         | Saar, St. Wendel      |
| Sehndorf              | Saarburg                | Merzig-Wadern | 7. Juni 1947  |                | Perl            | Saar, Merzig-Wadern   |
| Selbach               | Birkenfeld              | St. Wendel    | 18. Juli 1946 |                | Nohfelden       | Saar, St. Wendel      |
| Serrig                | Saarburg                |               |               | rückgegliedert | Serrig          | RLP, Trier-Saarburg   |
| Sinz                  | Saarburg                | Merzig-Wadern | 7. Juni 1947  |                | Perl            | Saar, Merzig-Wadern   |
| Sitzerath             | Wadern (bis 1945 Trier) | St. Wendel    | 1. Okt. 1946  |                | Nonnweiler      | Saar, St. Wendel      |
| Söst                  | Saarburg                |               |               | rückgegliedert | Wincheringen    | RLP, Trier-Saarburg   |
| Sötern                | Birkenfeld              | St. Wendel    | 18. Juli 1946 |                | Nohfelden       | Saar, St. Wendel      |
| Steinberg             | Wadern                  | Merzig-Wadern | 1. Okt. 1946  |                | Wadern          | Saar, Merzig-Wadern   |
| Steinberg-Deckenhardt | Birkenfeld              | St. Wendel    | 18. Juli 1946 |                | Oberthal        | Saar, St. Wendel      |
| Südlingen             | Saarburg                |               |               | rückgegliedert | Merzkirchen     | RLP, Trier-Saarburg   |
| Taben-Rodt            | Saarburg                |               |               | rückgegliedert | Taben-Rodt      | RLP, Trier-Saarburg   |
| Tawern                | Saarburg                |               |               | rückgegliedert | Tawern          | RLP, Trier-Saarburg   |
| Temmels               | Saarburg                |               |               | rückgegliedert | Temmels         | RLP, Trier-Saarburg   |
| Tettingen-Butzdorf    | Saarburg                | Merzig-Wadern | 7. Juni 1947  |                | Perl            | Saar, Merzig-Wadern   |
| Thailen               | Wadern                  | Merzig-Wadern | 1. Okt. 1946  |                | Weiskirchen     | Saar, Merzig-Wadern   |
| Trassem               | Saarburg                |               |               | rückgegliedert | Temmels         | RLP, Trier-Saarburg   |
| Tünsdorf              | Saarburg                | Merzig-Wadern | 7. Juni 1947  |                | Mettlach        | Saar, Merzig-Wadern   |
| Türkismühle           | Birkenfeld              | St. Wendel    | 18. Juli 1946 |                | Nohfelden       | Saar, St. Wendel      |
| Wadern                | Wadern                  | Merzig-Wadern | 1. Okt. 1946  |                | Wadern          | Saar, Merzig-Wadern   |
| Wadrill               | Wadern                  | Merzig-Wadern | 1. Okt. 1946  |                | Wadern          | Saar, Merzig-Wadern   |
| Wahlen                | Wadern                  | Merzig-Wadern | 1. Okt. 1946  |                | Losheim am See  | Saar, Merzig-Wadern   |
| Waldhölzbach          | Wadern                  | Merzig-Wadern | 1. Okt. 1946  |                | Losheim am See  | Saar, Merzig-Wadern   |
| Walhausen             | Birkenfeld              | St. Wendel    | 18. Juli 1946 |                | Nohfelden       | Saar, St. Wendel      |
| Wasserliesch          | Trier                   | Saarburg      | 18. Juli 1946 | rückgegliedert | Wasserliesch    | RLP, Trier-Saarburg   |
| Wawern                | Saarburg                |               |               | rückgegliedert | Wawern          | RLP, Trier-Saarburg   |
| Wedern                | Wadern                  | Merzig-Wadern | 1. Okt. 1946  |                | Wadern          | Saar, Merzig-Wadern   |
| Wehingen-Bethingen    | Saarburg                | Merzig-Wadern | 7. Juni 1947  |                | Mettlach        | Saar, Merzig-Wadern   |
| Wehr                  | Saarburg                |               |               | rückgegliedert | Palzem          | RLP, Trier-Saarburg   |
| Weierweiler           | Wadern                  | Merzig-Wadern | 1. Okt. 1946  |                | Weiskirchen     | Saar, Merzig-Wadern   |
| Weiskirchen           | Wadern                  | Merzig-Wadern | 1. Okt. 1946  |                | Weiskirchen     | Saar, Merzig-Wadern   |
| Weiten                | Saarburg                | Merzig-Wadern | 7. Juni 1947  |                | Mettlach        | Saar, Merzig-Wadern   |
| Wellen                | Saarburg                |               |               | rückgegliedert | Wellen          | RLP, Trier-Saarburg   |
| Wiltingen             | Saarburg                |               |               | rückgegliedert | Wiltingen       | RLP, Trier-Saarburg   |
| Wincheringen          | Saarburg                |               |               | rückgegliedert | Wincheringen    | RLP, Trier-Saarburg   |
| Wochern               | Saarburg                | Merzig-Wadern | 7. Juni 1947  |                | Perl            | Saar, Merzig-Wadern   |
| Wolfersweiler         | Birkenfeld              | St. Wendel    | 6. Juni 1947  | zum Saarland   | Nohfelden       | Saar, St. Wendel      |
| Zerf                  | Saarburg                |               |               | rückgegliedert | Zerf            | RLP, Trier-Saarburg   |

## Anordnung Nr. 8 vom 18. Juli 1946
Nach dem Zweiten Weltkrieg war das Gebiet der heutigen Länder Rheinland-Pfalz und Saarland seit Juli 1945 Teil der französischen Besatzungszone. Im Februar 1946 wurde das Saargebiet aus der übrigen französischen Besatzungszone und dem Zuständigkeitsbereich des Alliierten Kontrollrats ausgegliedert. Von der französischen Militärregierung unter General Kœnig wurde am 18. Juli 1946 eine „Anordnung betreffend Anschluß von Gemeinden an die Verwaltung des Saargebietes“ erlassen.

### Kreis Saarburg
| 1. Ayl 2. Baldringen 3. Besch 4. Beuren 5. Biebelhausen 6. Bilzingen 7. Borg 8. Büschdorf 9. Dilmar 10. Dittlingen 11. Eft-Hellendorf 12. Esingen 13. Faha 14. Fellerich 15. Fisch 16. Freudenburg 17. Greimerath 18. Hamm | 1. Helfant 2. Hentern 3. Irsch 4. Kahren 5. Kanzem 6. Kastel 7. Kelsen 8. Keßlingen 9. Kirf 10. Köllig 11. Körrig 12. Kreuzweiler 13. Krutweiler 14. Mannebach 15. Meurich 16. Münzingen 17. Nennig 18. Nittel | 1. Nohn 2. Oberleuken 3. Oberperl 4. Ockfen 5. Onsdorf 6. Orscholz 7. Palzem 8. Perl 9. Portz 10. Rehlingen 11. Rommelfangen 12. Saarburg, Stadt 13. Schoden 14. Schömerich 15. Sehndorf 16. Serrig 17. Sinz 18. Söst | 1. Südlingen 2. Taben-Rodt 3. Tawern 4. Temmels 5. Tettingen-Butzdorf 6. Trassem 7. Tünsdorf 8. Wawern 9. Wehr 10. Wehingen-Bethingen 11. Weiten 12. Wellen 13. Wiltingen 14. Wincheringen 15. Wochern 16. Zerf |

### Kreis Trier-Land
| 1. Filzen 2. Kommlingen 3. Könen 4. Konz | 1. Krettnach 2. Niedermennig 3. Oberbillig 4. Oberemmel | 1. Paschel 2. Pellingen 3. Wasserliesch |

### Kreis Wadern
| 1. Bardenbach 2. Bergen 3. Bierfeld 4. Braunshausen 5. Britten 6. Büschfeld 7. Buweiler-Rathen 8. Dagstuhl 9. Gehweiler 10. Hausbach 11. Kastel | 1. Konfeld 2. Kostenbach 3. Krettnich 4. Lockweiler 5. Losheim 6. Michelbach 7. Mitlosheim 8. Morscholz 9. Münchweiler 10. Niederlosheim 11. Niederlöstern | 1. Nonnweiler 2. Noswendel 3. Nunkirchen 4. Oberlöstern 5. Oppen 6. Otzenhausen 7. Primstal 8. Rappweiler 9. Rimlingen 10. Rissenthal 11. Scheiden | 1. Sitzerath 2. Steinberg 3. Thailen 4. Wadern 5. Wadrill 6. Wahlen 7. Waldhölzbach 8. Wedern 9. Weierweiler 10. Weiskirchen |

### Kreis Birkenfeld
| 1. Bosen 2. Eckelhausen 3. Eisen 4. Eiweiler 5. Gehweiler | 1. Gonnesweiler 2. Grügelborn 3. Hirstein 4. Leitersweiler 5. Mosberg-Richweiler | 1. Neunkirchen 2. Reitscheid 3. Schwarzenbach 4. Selbach 5. Sötern | 1. Steinberg-Deckenhardt 2. Türkismühle 3. Walhausen |

## Verfügung Nr. 73 vom 18. Juli 1946
Am 18. Juli 1946 erließ das französische Oberkommando in Deutschland eine Verfügung bezüglich der Organisation der Verwaltung des Saargebietes. Die aus dem Gebiet der übrigen Französischen Besatzungszone dem Saargebiet angegliederten Gemeinden wurden den Landkreisen Saarburg und St. Wendel angeschlossen.

### Landkreis Saarburg
Folgende, vorher zum Landkreis Trier gehörende Gemeinden wurden dem Landkreis Saarburg zugeordnet:
| 1. Filzen 2. Kommlingen 3. Könen 4. Konz | 1. Krettnach 2. Niedermennig 3. Oberbillig 4. Oberemmel | 1. Paschel. 2. Pellingen 3. Wasserliesch |

### Landkreis St.Wendel
Folgende, vorher zum Landkreis Birkenfeld gehörende Gemeinden wurden dem Landkreis St. Wendel zugeordnet:
| 1. Bosen 2. Eckelhausen 3. Eisen 4. Eiweiler 5. Gehweiler | 1. Gonnesweiler 2. Grügelborn 3. Hirstein 4. Leitersweiler 5. Mosberg | 1. Neunkirchen 2. Reitscheid 3. Schwarzenbach 4. Selbach 5. Sötern | 1. Steinberg-Deckenhardt 2. Türkismühle 3. Walhausen |

## Weitere Änderungen bei den Kreiszuordnungen
Am 1. Oktober 1946 wurden vom Regierungspräsidenten Neureuter, mit Zustimmung der Militärregierung, verschiedene Änderungen hinsichtlich der verwaltungsmäßigen Organisation des Saargebietes bekannt gemacht:
- Die Gemeinden Bierfeld, Braunshausen, Buweiler-Rathen, Kastel, Kostenbach, Nonnweiler, Otzenhausen, Primstal und Sitzerath wurden aus dem bisherigen Kreis Wadern aus- und in den Kreis St. Wendel eingegliedert. (Diese Gemeinden waren bereits vor der Abspaltung des Saarlands aus dem Landkreis Trier an den Kreis Wadern gekommen; nicht in obiger Tabelle berücksichtigt.)[4]
- Der Kreis Merzig und der verbleibende Rest des Kreises Wadern wurden zu einem Kreis unter der Bezeichnung Kreis Merzig-Wadern zusammengeschlossen. Als Sitz des Landrates wurde Merzig bestimmt.
- Aus dem Kreis Saarburg wurden die Gemeinden Büschdorf,[5] Nohn, Tünsdorf und Wehingen-Bethingen aus- und in den Kreis Merzig-Wadern eingegliedert.
- Aus dem Kreis Ottweiler wurden die Gemeinden Bergweiler, Hasborn-Dautweiler, Lindscheid, Neipel, Scheuern, Sotzweiler, Theley, Tholey und Überroth-Niederhofen aus- und in den Kreis St. Wendel eingegliedert (nicht in obiger Tabelle berücksichtigt).
- Aus dem Kreis St. Wendel wurden die Gemeinden Steinbach und Wetschhausen aus- und den Kreis Ottweiler eingegliedert (nicht in obiger Tabelle berücksichtigt).

## Verfügung Nr. 214 vom 30. Mai 1947
Die Gemeinde Selchenbach verblieb beim Landkreis Kusel, gab jedoch den Königreicher Hof mit einer Fläche von 297 ha an die Gemeinde Marth ab, die mit Verordnung Nr. 93 dem „Saargebiet“ angeschlossen wurde.

## Verordnung Nr. 93 vom 6. Juni 1947
Am 6. Juni 1947 erließ General Kœnig eine Verordnung betreffend der „Neuorganisation der Verwaltung der Rheinpfalz und des Saargebietes“. In dieser sind die 61 Gemeinden genannt, die vom „Saargebiet“ (Saarland) an die „Rheinpfalz“ (Rheinland-Pfalz) zurückgeführt sowie 13 Gemeinden, die dem Saargebiet neu angeschlossen wurden.

### Zurückgeführt in die Rheinpfalz
Alle Gemeinden gehörten zum Landkreis Saarburg.
| 1. Ayl 2. Baldringen 3. Beuren 4. Biebelhausen 5. Bilzingen 6. Dilmar 7. Dittlingen 8. Esingen 9. Fellerich 10. Filzen 11. Fisch 12. Freudenburg 13. Greimerath 14. Hamm 15. Helfant 16. Hentern | 1. Irsch 2. Kahren 3. Kanzem 4. Kastel-Staadt 5. Kelsen 6. Kirf 7. Köllig 8. Kommlingen 9. Könen 10. Konz 11. Körrig 12. Krettnach 13. Kreuzweiler 14. Krutweiler 15. Mannebach 16. Meurich | 1. Niedermennig 2. Nittel 3. Oberbillig 4. Oberemmel 5. Ockfen 6. Onsdorf 7. Palzem 8. Paschel 9. Pellingen 10. Portz 11. Rehlingen 12. Rommelfangen 13. Saarburg 14. Schoden 15. Schömerich 16. Serrig | 1. Söst 2. Südlingen 3. Taben-Rodt 4. Tawern 5. Temmels 6. Trassem 7. Wasserliesch 8. Wawern 9. Wehr 10. Wellen 11. Wiltingen 12. Wincheringen 13. Zerf |

### Dem Saargebiet angeschlossen
Die Gemeinden gehörten bis dahin zu den Landkreisen Birkenfeld und Kusel (siehe obige Tabelle) und wurden laut Verfügung Nr. 215 vom 7. Juni 1947 dem Landkreis St. Wendel zugeordnet.
| 1. Asweiler-Eitzweiler 2. Bubach 3. Freisen 4. Haupersweiler 5. Hoof | 1. Marth 2. Niederkirchen 3. Nohfelden 4. Oberkirchen 5. Osterbrücken | 1. Saal 2. Schwarzerden 3. Wolfersweiler |

## Verfügung Nr. 215 vom 7. Juni 1947
Insgesamt 20 Gemeinden des Landkreises Saarburg verblieben im Saargebiet und wurden durch Verfügung des Generalverwalters Laffon vom 7. Juni 1947 zum 8. Juni 1947 dem Landkreis Merzig-Wadern angeschlossen.

### Landkreis Merzig-Wadern
| 1. Besch 2. Borg 3. Büschdorf 4. Eft-Hellendorf 5. Faha | 1. Keßlingen 2. Münzingen 3. Nennig 4. Nohn 5. Oberleuken | 1. Oberperl 2. Orscholz 3. Perl 4. Sehndorf 5. Sinz | 1. Tettingen-Butzdorf 2. Tünsdorf 3. Wehingen-Bethingen 4. Weiten 5. Wochern |

### Landkreis St. Wendel
Die dreizehn am 6. Juni 1947 dem Saargebiet aus den Landkreisen Birkenfeld und Kusel zugewiesenen Gemeinden wurden dem Landkreis St. Wendel zugeordnet. Verwaltungsmäßig sollte dieser Anschluss zu einem späteren Zeitpunkt wirksam werden.

## Eingliederung vom 23. April 1949
Am 23. April 1949 wurden Kirrberg aus dem Landkreis Zweibrücken und eine Fläche von 19,3 ha im Straßendreieck der Straßen von Dunzweiler nach Lautenbach und von Dunzweiler nach Höchen aus dem Landkreis Kusel dem Landkreis Homburg im Saarland angegliedert. Aufschluss darüber gibt die unten verlinkte Karte.